# Wahlkreis Unstrut-Hainich-Kreis II
Der Wahlkreis Unstrut-Hainich-Kreis II (Wahlkreis 9) ist ein Landtagswahlkreis in Thüringen.
Der Wahlkreis umfasst vom Unstrut-Hainich-Kreis die Gemeinden Bad Langensalza, Bad Tennstedt, Ballhausen, Blankenburg, Bruchstedt, Großvargula, Haussömmern, Herbsleben, Hornsömmern, Issersheilingen, Kammerforst, Kirchheilingen, Kleinwelsbach, Klettstedt, Körner, Kutzleben, Marolterode, Mittelsömmern, Neunheilingen, Obermehler, Oppershausen, Schönstedt, Sundhausen, Tottleben, Unstrut-Hainich, Urleben und Vogtei.

## Landtagswahl 2024
Bei der Landtagswahl wurde Stefan Möller im Wahlkreis direkt gewählt. Die weiteren Ergebnisse:
| Gegenstand der Nachweisung | Gegenstand der Nachweisung | Erst- stimmen | Erst- stimmen | Zweit- stimmen | Zweit- stimmen |
| Bewerber                   | Partei                     | Anzahl        | %             | Anzahl         | %              |
| -------------------------- | -------------------------- | ------------- | ------------- | -------------- | -------------- |
| Wahlberechtigte            | Wahlberechtigte            | 37.547        | 37.547        | 37.547         | 37.547         |
| Wähler                     | Wähler                     | 27.219        | 27.219        | 27.219         | 72,49          |
| Ungültige Stimmen          | Ungültige Stimmen          | 565           |               | 238            |                |
| Gültige Stimmen            | Gültige Stimmen            | 26.654        |               | 26.981         |                |
| davon                      |                            |               |               |                |                |
| Cordula Eger               | DIE LINKE                  | 4.785         | 18,0          | 3.389          | 12,6           |
| Stefan Möller              | AfD                        | 10.567        | 39,6          | 9.392          | 34,8           |
| Jane Croll                 | CDU                        | 9.482         | 35,6          | 6.404          | 23,7           |
| Markus Reinders            | SPD                        | 1.820         | 6,8           | 1.321          | 4,9            |
|                            | GRÜNE                      |               |               | 454            | 1,2            |
|                            | FDP                        | 332           | 1,7           |                |                |
|                            | TIERSCHUTZ hier!           | 284           | 1,1           |                |                |
|                            | ÖDP / Familie ..           | 47            | 0.2           |                |                |
|                            | PIRATEN                    | 68            | 0,3           |                |                |
|                            | MLPD                       | 24            | 0,1           |                |                |
|                            | BÜNDNIS DEUTSCHLAND        | 113           | 0,4           |                |                |
|                            | BSW                        | 4485          | 16,6          |                |                |
|                            | FAMILIE                    | 189           | 0,7           |                |                |
|                            | FREIE WÄHLER               | 373           | 1,4           |                |                |
|                            | WU                         | 106           | 0,4           |                |                |

## Landtagswahl 2019
Die Landtagswahl fand am 27. Oktober 2019 statt.
| Direktkandidat  | Partei                                                    | Wahlkreisstimmen in % | Landesstimmen in % |
| --------------- | --------------------------------------------------------- | --------------------- | ------------------ |
| Jane Croll      | CDU                                                       | 25,8                  | 21,9               |
| Cordula Eger    | DIE LINKE                                                 | 25,9                  | 29,9               |
| Jörg Klupak     | SPD                                                       | 10,1                  | 8,6                |
| Lars Schütze    | AfD (bis April 2022) BfTh (von Juni 2022 bis Januar 2023) | 27,4                  | 26,1               |
| Judith Keidel   | GRÜNE                                                     | 5,1                   | 3,6                |
| –               | NPD                                                       | –                     | 0,4                |
| Alexander Kappe | FDP                                                       | 5,6                   | 5,1                |
| –               | PIRATEN                                                   | –                     | 0,3                |
| –               | Die PARTEI                                                | –                     | 0,7                |
| –               | KPD                                                       | –                     | 0,1                |
| –               | TIERSCHUTZ hier!                                          | –                     | 1,1                |
| –               | BGE                                                       | –                     | 0,2                |
| –               | DIE DIREKTE!                                              | –                     | 0,2                |
| –               | Blaue #Team Petry Thüringen                               | –                     | 0,1                |
| –               | Graue Panther                                             | –                     | 0,6                |
| –               | MLPD                                                      | –                     | 0,3                |
| –               | ÖDP                                                       | –                     | 0,4                |
| –               | Gesundheitsforschung                                      | –                     | 0,5                |
| Edeltraud König | Internationalistisches Bündnis                            | 0,3                   | –                  |

## Landtagswahl 2014
Bei der Landtagswahl in Thüringen 2014 traten folgende Kandidaten an:
| Name            | Partei                | Anteil der Erststimmen |
| --------------- | --------------------- | ---------------------- |
| Annette Lehmann | CDU                   | 40,2 %                 |
| Cordula Eger    | DIE LINKE             | 32,0 %                 |
| Sandy Kirchner  | SPD                   | 16,5 %                 |
| Carsten Meyer   | Bündnis 90/Die Grünen | 5,2 %                  |
| Monique Möller  | NPD                   | 6,0 %                  |

## Landtagswahl 2009
Bei der Landtagswahl in Thüringen 2009 traten folgende Kandidaten an:
| Name                                                      | Partei                 | Anteil der Erststimmen |
| --------------------------------------------------------- | ---------------------- | ---------------------- |
| Annette Lehmann                                           | CDU                    | 30,0 %                 |
| Benno Lemke                                               | Die Linke              | 25,4 %                 |
| Walter Pilger                                             | SPD                    | 20,2 %                 |
| Christina Lange                                           | FDP                    | 12,4 %                 |
| Hans-Martin Menge                                         | Freie Wähler Thüringen | 7,7 %                  |
| Jonny Albrecht                                            | NPD                    | 4,2 %                  |
| Wahlberechtigte: 45.806 Einwohner Wahlbeteiligung: 55,3 % |                        |                        |

## Landtagswahl 2004
Bei der Landtagswahl in Thüringen 2004 traten folgende Kandidaten an:
| Name                                                      | Partei | Anteil der Erststimmen |
| --------------------------------------------------------- | ------ | ---------------------- |
| Annette Lehmann                                           | CDU    | 41,5 %                 |
| Benno Lemke                                               | PDS    | 27,7 %                 |
| Eckhard Ohl                                               | SPD    | 25,1 %                 |
| Friedrich-Wilhelm Emmerich                                | FDP    | 5,7 %                  |
| Wahlberechtigte: 47.078 Einwohner Wahlbeteiligung: 53,6 % |        |                        |

## Landtagswahl 1999
Bei der Landtagswahl in Thüringen 1999 traten folgende Kandidaten an:
| Name                                                      | Partei | Anteil der Erststimmen |
| --------------------------------------------------------- | ------ | ---------------------- |
| Peter Bonitz                                              | CDU    | 49,6 %                 |
| Klaus Borck                                               | SPD    | 25,1 %                 |
| Rainer Preuß                                              | PDS    | 21,0 %                 |
| Michael Hüge                                              | GRÜNE  | 1,7 %                  |
| Eberhard Schmidt                                          | FDP    | 2,5 %                  |
| Wahlberechtigte: 46.462 Einwohner Wahlbeteiligung: 60,1 % |        |                        |

## Bisherige Abgeordnete
Direkt gewählte Abgeordnete des Wahlkreises Unstrut – Hainich – Kreis II waren:
| Jahr | Name            | Partei | Anteil der Erststimmen |
| ---- | --------------- | ------ | ---------------------- |
| 2024 | Stefan Möller   | AfD    | 39,6 %                 |
| 2019 | Lars Schütze    | AfD    | 27,4 %                 |
| 2014 | Annette Lehmann | CDU    | 40,2 %                 |
| 2009 | Annette Lehmann | CDU    | 30,0 %                 |
| 2004 | Annette Lehmann | CDU    | 41,5 %                 |
| 1999 | Peter Bonitz    | CDU    | 49,6 %                 |
| 1994 | Peter Bonitz    | CDU    | 42,1 %                 |